# Laurales
Laurales Juss. ex Bercht. & J.Presl è un ordine di angiosperme del clade Magnoliidi.
L'ordine include oltre 2 500 specie di piante arboree e arbustive.
La maggior parte delle specie hanno una distribuzione tropicale e subtropicale, la famiglia delle Lauraceae è presente nel bacino del Mediterraneo con l'alloro.

## Tassonomia
Secondo la classificazione filogenetica APG l'ordine Laurales include le seguenti famiglie:
- Calycanthaceae Lindl.
- Siparunaceae Schodde
- Gomortegaceae Reiche
- Atherospermataceae R.Br.
- Hernandiaceae Blume
- Monimiaceae Juss.
- Lauraceae Juss.

Nella classificazione di Cronquist (1981) l'ordine includeva le seguenti famiglie:
- Amborellaceae (ora appartenente all'ordine Amborellales).
- Calycanthaceae
- Gomortegaceae
- Hernandiaceae
- Idiospermaceae
- Lauraceae
- Monimiaceae (che comprendeva le specie comprese oggi nelle Atherospermataceae e nelle Siparunaceae).
- Trimeniaceae